# حركة غدر

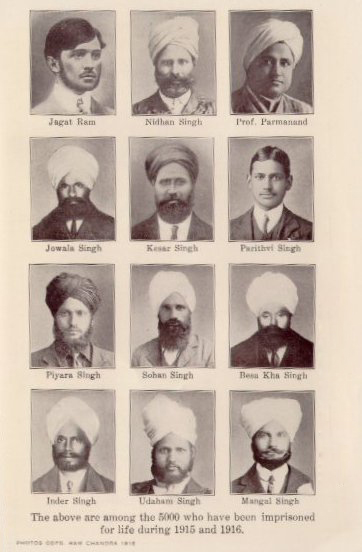

حركة غَدَر (بالإنجليزية: Ghadar Movement، بالبنجابية:  ਗ਼ਦਰ ਪਾਰਟੀ (أبجدية غورموخي) غدر پارٹی (أبجدية شاه مكهي)). حركة سياسية دولية أسسها الهنود المغتربون مطلع القرن العشرين للإطاحة بالحكم البريطاني في الهند. كان معظم الأعضاء في البدء من الهنود البنجابيين الذين عاشوا وعملوا في الساحل الغربي للولايات المتحدة وكندا، لكن الحركة امتدت لاحقًا نحو الهند ومجتمعات الشتات الهندية في شتى أصقاع العالم. يعود تاريخ التأسيس الرسمي لاجتماع 15 يوليو 1913 في أستوريا، أوريغون، مع اتخاذ فرانسيسكو، كاليفورنيا المقر الرئيسي لغدر وصحيفة هندوستان غدر.
في أعقاب اندلاع الحرب العالمية الأولى عام 1914، عاد بعض أعضاء حزب غدر إلى البنجاب لتحريض الثورة المسلحة من أجل الاستقلال الهندي. وقام الغدريون بتهريب الأسلحة إلى الهند وحرضوا القوات الهندية على التمرد ضد البريطانيين. لم تلقَ هذه الانتفاضة، المعروفة باسم تمرد غدر، النجاح وأعدم 42 متمردًا على خلفية محاكمة مؤامرة لاهور. منذ عام 1914 حتى عام 1917 واصل الغدريون نشاطهم السري المناهض للاستعمار بدعم من ألمانيا وتركيا العثمانية، والذي عُرف باسم المؤامرة الهندوسية الألمانية التي أدت إلى محاكمة حساسة في سان فرانسيسكو عام 1917.
بعد انتهاء الحرب، انقسم الحزب في الولايات المتحدة إلى فصيل شيوعي وآخر اشتراكي هندي. وقد حُلَّ الحزب رسميًا عام 1948. وكان من بين المشاركين الرئيسيين في حركة غدر: بهاي بارماناند، ويشنو غانيش بينغل، سوهان سينغ بهاكنا، بهاغوان سينغ غياني، هار دايال، تاراك ناث داس، بهاغات سينغ ثند، كرتار سينغ سرابها، عبد الحفيظ محمد بركة الله، راس بهاري بوس، وغولاب كور. رغم أن محاولات الحركة للإطاحة بالراج البريطاني قد باءت بالفشل، إلا أن المثل التمردية لحزب غدر قد أثرت على أعضاء حركة الاستقلال الهندية المعارضة لحركة اللاعنف الغاندية.

## أصل الكلمة
غدر كلمة من اللغة البنجابية والأردية مشتقة من اللغة العربية وتعني «الثورة» أو «التمرد». وارتبط اسم الحركة ارتباطًا وثيقًا بصحيفتها، هندوستان غدر.

## خلفية
في الفترة ما بين عامي 1903 و1913، دخل قرابة 10,000 مهاجر أمريكا الشمالية قدومًا من جنوب آسيا، معظمهم من المناطق الريفية في وسط البنجاب. قررت الحكومة الكندية الحد من هذا التدفق عبر سلسلة من القوانين هدفت للحد من دخول سكان جنوب آسيا إلى البلد وتقييد الحقوق السياسية لأولئك الموجودين هناك بالفعل. قدم العديد من المهاجرين بهدف العمل في مجالات المصانع ومعسكرات قطع الأشجار شمال كاليفورنيا والمحيط الهادئ حيث تعرفوا على نقابات العمال ومنظمة «العمال الصناعيون في العالم» الراديكالية أو (آي دبليو دبليو). تجمع مهاجرو شمال غرب المحيط الهادئ في غوردوارا السيخية وشكلوا رابطات هندوستانية سياسية للمساعدة المتبادلة.
كانت المشاعر القومية آخذة بالنمو في جميع أنحاء العالم ضمن صفوف المهاجرين والطلاب الجنوب آسيويين حيث أمكنهم التنظيم بحرية أكثر عما لو كانوا بالهند البريطانية. جاء العديد من الطلاب للدراسة في جامعة بيركلي، بعضهم بدافع منحة دراسية قدمها مزارع بنجابي ثري. حاول المثقفون الثوريون مثل هار ديال وتاراك ناث داس تنظيم الطلاب وتثقيفهم حول الأفكار الأناركية والقومية.
التقى فيشنو غانيش بينغل -أمريكي من مثقفي غدر- راسبيهاري بوس في بيناريس وطلب منه تولي قيادة الثورة القادمة. ولكن قبل قبول المسؤولية، أرسل ساشين سانيال إلى البنجاب لتقييم الوضع. عاد ساشين متفائلًا جدًا إلى الولايات المتحدة وكندا بهدف تحرير الهند من الحكم البريطاني. وبدأت الحركة بمجموعة من المهاجرين عُرفت باسم العمال الهندوستانيون في ساحل المحيط الهادئ.
أُنشئ حزب غدر، أصلًا رابطة هندوستان ساحل المحيط الهادئ، في 15 يوليو 1913 في الولايات المتحدة، بيد أن قرارًا بإنشاء المقر في يوغانتار أشرام في سان فرانسيسكو قد اتخذ مسبقًا في اجتماع في مدينة أستوريا، أوريغون في الولايات المتحدة الأمريكية تحت قيادة هار ديال، وسانت بابا واساخا سينغ داديهار، وبابا جوالا سينغ، وسانتوخ سينغ، وسوهان سينغ بهاكنا رئيسًا للحزب. كان العديد من أعضاء الحزب من المهاجرين الهنود ومعظمهم من البنجاب. سرعان ما حصل الحزب على دعم من المغتربين الهنود بالأخص في الولايات المتحدة وكندا وشرق أفريقيا وآسيا.